# Estado de Imo
Imo es un estado de la República Federal de Nigeria, situado en el sudeste del país. Su capital es Owerri. Se formó el 3 de febrero de 1976. Es un territorio con predominio lingüístico igbo.

## Localidades con población en marzo de 2016
- Abo-Mbaise 268,200
- Ahiazu-Mbaise 235,200
- Ehime-Mbano 179,800
- Ezinihitte 232,400
- Ideato North 215,100
- Ideato South 219,900
- Ihitte/Uboma 164,500
- Ikeduru 206,200
- Isiala-Mbano 272,600
- Isu 226,300
- Mbaitoli 327,000
- Ngor-Okpala 217,400
- Njaba 197,600
- Nkwerre 110,500
- Nwangele 175,800
- Obowo 161,700
- Oguta 196,000
- Ohaji/Egbema 251,900
- Okigwe 182,700
- Orlu 196,600
- Orsu 165,600
- Oru East 153,900
- Oru West 159,300
- Owerri 172,600
- Owerri North 242,800
- Owerri West 140,100
- Unuimo 136,800

## Territorio y población
Este estado es poseedor de una extensión de territorio que abarca una superficie compuesta por unos 5.530 kilómetros cuadrados. La población se eleva a la cifra de 4.621.628 personas (datos del censo del año 2007). La densidad poblacional es de 835,7 habitantes por cada kilómetro cuadrado de esta división administrativa.